# 本諾·施米茨
本諾·施米茨（德語：Benno Schmitz；1994年12月17日—）是一位德國足球運動員。在場上的位置是右後衛。現效力於瑞士足球超级联赛球隊蘇黎世草蜢。他也代表德國U20國家隊參賽。